# Tamopsis kochi
Tamopsis kochi là một loài nhện trong họ Hersiliidae. T. kochi được miêu tả năm 1987 bởi Martin Baehr & Barbara Baehr.